# Гупійєр (Ер)
Гупійє́р, Ґупійєр (фр. Goupillières) — колишній муніципалітет у Франції, у регіоні Нормандія, департамент Ер. Населення — 791 осіб (2011).
Муніципалітет був розташований на відстані близько 120 км на захід від Парижа, 45 км на південний захід від Руана, 31 км на північний захід від Евре.

## Історія
До 2015 року муніципалітет перебував у складі регіону Верхня Нормандія. Від 1 січня 2016 року належав до нового об'єднаного регіону Нормандія.
1-1-2018 Гупійєр і Ле-Тієль-Отон було об'єднано в новий муніципалітет Гупій-Отон.

## Демографія
Динаміка населення (INSEE ):
Розподіл населення за віком та статтю (2006):
| Стать | Всього | До 15 років | 15-24 | 25-44 | 45-64 | 65-85 | Понад 85 |
| --- | ------ | ----------- | ----- | ----- | ----- | ----- | -------- |
| Чоловіки | 381    | 58          | 41    | 81    | 160   | 41    | 0        |
| Жінки | 332    | 53          | 29    | 86    | 119   | 41    | 4        |
| \| Статево-вікова піраміда \| Статево-вікова піраміда \| Статево-вікова піраміда \| \| ----------------------- \| ----------------------- \| ----------------------- \| \| Чоловіки \| Вік \| Жінки \| \| 0 \| 85 + \| 4 \| \| 0 \| 80-84 \| 4 \| \| 4 \| 75-79 \| 4 \| \| 25 \| 70-74 \| 12 \| \| 12 \| 65-69 \| 21 \| \| 16 \| 60-64 \| 16 \| \| 33 \| 55-59 \| 25 \| \| 58 \| 50-54 \| 37 \| \| 53 \| 45-49 \| 41 \| \| 12 \| 40-44 \| 16 \| \| 12 \| 35-39 \| 21 \| \| 49 \| 30-34 \| 37 \| \| 8 \| 25-29 \| 12 \| \| 12 \| 20-24 \| 4 \| \| 29 \| 15-20 \| 25 \| \| 12 \| 10-14 \| 16 \| \| 21 \| 5-9 \| 29 \| \| 25 \| 0-4 \| 8 \| |        |             |       |       |       |       |          |
| Статево-вікова піраміда |        |             |       |       |       |       |          |
| Чоловіки | Вік    | Жінки       |       |       |       |       |          |
| 0 | 85 +   | 4           |       |       |       |       |          |
| 0 | 80-84  | 4           |       |       |       |       |          |
| 4 | 75-79  | 4           |       |       |       |       |          |
| 25 | 70-74  | 12          |       |       |       |       |          |
| 12 | 65-69  | 21          |       |       |       |       |          |
| 16 | 60-64  | 16          |       |       |       |       |          |
| 33 | 55-59  | 25          |       |       |       |       |          |
| 58 | 50-54  | 37          |       |       |       |       |          |
| 53 | 45-49  | 41          |       |       |       |       |          |
| 12 | 40-44  | 16          |       |       |       |       |          |
| 12 | 35-39  | 21          |       |       |       |       |          |
| 49 | 30-34  | 37          |       |       |       |       |          |
| 8 | 25-29  | 12          |       |       |       |       |          |
| 12 | 20-24  | 4           |       |       |       |       |          |
| 29 | 15-20  | 25          |       |       |       |       |          |
| 12 | 10-14  | 16          |       |       |       |       |          |
| 21 | 5-9    | 29          |       |       |       |       |          |
| 25 | 0-4    | 8           |       |       |       |       |          |

## Економіка
2010 року серед 513 осіб працездатного віку (15—64 років) 383 були активними, 130 — неактивними (показник активності 74,7%, у 1999 році було 72,8%). З 383 активних мешканців працювали 352 особи (191 чоловік та 161 жінка), безробітними було 31 (11 чоловіків та 20 жінок). Серед 130 неактивних 33 особи були учнями чи студентами, 58 — пенсіонерами, 39 були неактивними з інших причин.

У 2010 році в муніципалітеті числилось 331 оподатковане домогосподарство, у яких проживали 832,5 особи, медіана доходів виносила 20 481 євро на одного особоспоживача